# Districtul Diepholz
Districtul Diepholz este un district administrativ rural (în germană Landkreis) în landul Saxonia Inferioară, Germania. 
1. 1 2 3  GeoNames